# Potamotrygon tigrina
Potamotrygon tigrina is een soort zoetwaterrog uit het geslacht Potamotrygon die voorkomt in Peru. Hij is sterk verwant met de rozetzoetwaterrog (P. schroederi).
Hij werd voor het eerst beschreven in 2011. Hij was echter al langer en beter bekend bij lokale vissers die hem verkopen om in aquaria te houden. In Azië, en dan vooral in Japan en China, is hij een van de populairste roggen die als huisdier worden gehouden. Hij staat bekend als een soort die moeilijk in gevangenschap te houden is.

## Verspreiding
Van de soort is alleen bekend dat hij voorkomt in Peru, in de Río Nanay, een zijrivier van de Amazone. De beschrijvende onderzoekers veronderstellen dat hij op nog meer plaatsen in het bovenbekken van de Amazone voorkomt.

## Naamgeving
De soortaanduiding tigrina verwijst naar de tijger. De roggensoort heeft namelijk een oranje, wormvormig patroon op een donkerbruine tot zwarte achtergrond en heeft een gestreepte staart, op de punt afwisselend bruin/zwart en crèmekleurig. Waarvoor dit patroon dient, is anno 2011 nog onbekend.

## Kenmerken
P. tigrina is tot 80 centimeter breed. Hij onderscheidt zich van zijn verwanten door zijn kleurenpatroon en zijn staartstekels, die lager zitten en niet zo dicht opeen zitten.